# Rocade de Narbonne
La rocade de Narbonne est un aménagement routier permettant de contourner la ville de Narbonne.

## Tracé
- 0 D 6009 :  Zone industrielle La Coupe,  Centre commercial La Galerie, Gendarmerie, Montplaisir, Roches Grises, Réveillon, Sigean, Perpignan
- 1 : Les Hauts de Narbonne,  Zone industrielle Plaisance, Les Fours à Chaux
- 2 D 6113 :  Narbonne-Centre historique, Montredon-des-Corbières, Lézignan-Corbières, Carcassonne
- Carrefour giratoire entre D 6009 et Voie des Élysiques : Saint-Jean-Saint-Pierre, Saint-Salvayre, Collège Georges Brassens, Tennis ANT, Maison des services, Dojo, Pôle CAF, Parc de la Campane, Circuits VTT, Crabit
- Carrefour giratoire entre D 6009, Route de Marcorignan et D 607 :  Narbonne-Centre historique, Saint-Salvayre, Cimetière de l’Ouest,  Zone industrielle Malvési, Marcorignan, Ginestas, Moussan, Névian
- Carrefour giratoire entre D 6009 et Chemin de Bougna : Saint-Salvayre, Bougna,  Oppidum de Montlaurès (site préromain)
- Carrefour giratoire entre D 6009, D 913 et D 13 :  Narbonne-Centre historique, Quai d'Alsace, Cuxac-d'Aude, Capestang
- Carrefour giratoire entre D 6009 et Avenue Sadi Carnot :  Narbonne-Centre historique,  Gare centrale, Coursan, Béziers
- Carrefour giratoire entre D 6009 et Rue d’Aoste : Baliste, Razimbaud
- Carrefour giratoire entre D 6009, Route d’Armissan et D 68 : Baliste, Montesquieu, Horte Neuve,  Aérodrome de Narbonne-Vinassan, Vinassan, Armissan
- Péage de Narbonne-Est (Narbonne 1)
- 37 Narbonne-Est :  Carrefour giratoire entre D 6009, Avenue Maître Hubert Mouly, A9 E 15 E 80 et D 168 :  Narbonne-Centre historique, Bonne Source,  Centre commercial Bonne Source, Théâtre, Parc des expositions, Arena, Béziers, Montpellier,  Narbonne-Plage, Gruissan, Saint-Pierre-la-Mer
- Péage de Narbonne-Sud (Narbonne 2)
- 38 Narbonne-Sud :  Carrefour giratoire entre A9 E 15 E 80, Chemin de Barbaira, D 6009 et Avenue des Étangs : Forum Sud,  Narbonne-Centre historique, Centre routier,  Zone industrielle Plaisance, La Nautique,  Port de La Nautique,  Zone industrielle Croix Sud, Zone de haute technologie, Centre Pierre Reverdy, LPA Martin Luther King, CFPPA des Pays d’Aude, CFAA de l’Aude, Service paysage et nature de la mairie de Narbonne, Aire de covoiturage, Perpignan, Barcelone +  Échangeur entre A9 E 15 E 80 et A61 E 80 : Carcassonne, Toulouse